# Comines (Francja)
Comines – miejscowość i gmina we Francji, w regionie Hauts-de-France, w departamencie Nord.

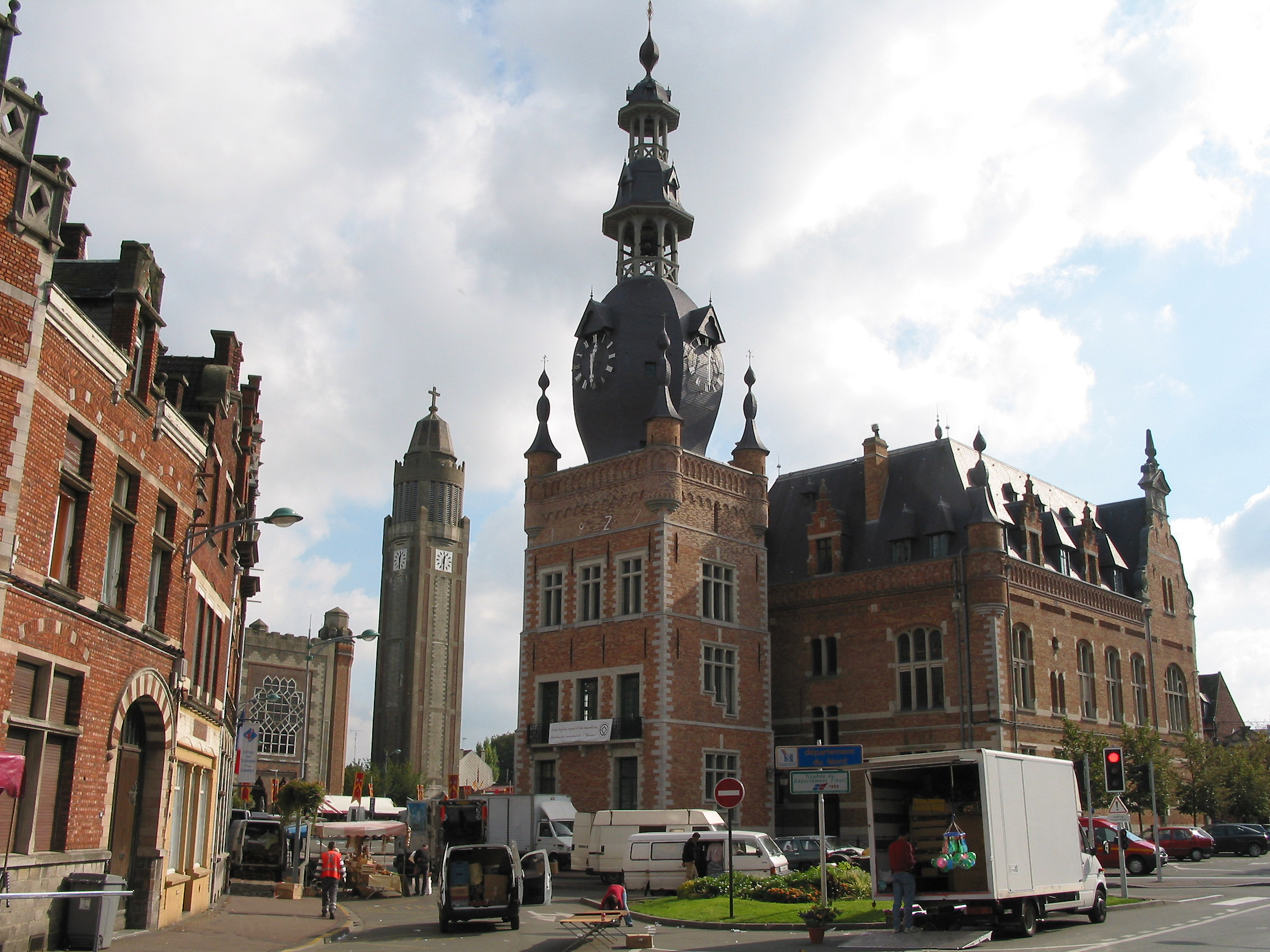
Kościół św Chrysole, Ratusz i dzwonnica

Według danych na rok 1990 gminę zamieszkiwało 11 320 osób, a gęstość zaludnienia wynosiła 707 osób/km² (wśród 1549 gmin regionu Nord-Pas-de-Calais Comines plasuje się na 67. miejscu pod względem liczby ludności, natomiast pod względem powierzchni na miejscu 111.).